# Джеймс Бийти
Джеймс Скот Бийти (на английски: James Scott Beattie) е английски професионален футболист, централен нападател. Той е играч на Рейнджърс. Висок е 185 см.